# Basílica e Colina de Vézelay

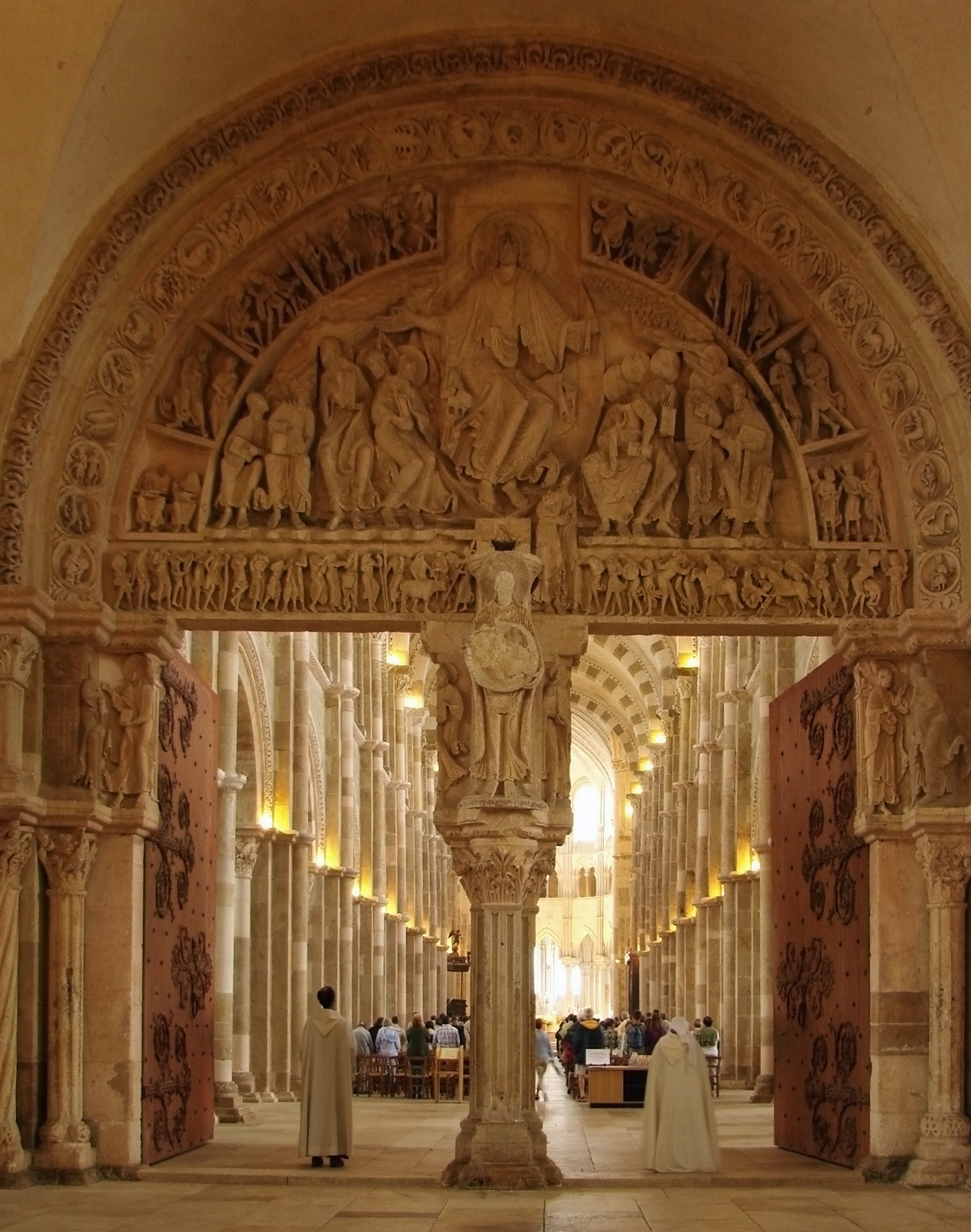
Basílica de Santa Madalena de Vézelay,
portal central e nave, século XII

A Abadia de Vézelay ou Basílica de Santa Maria Madalena é um mosteiro Beneditino da cidade de Vézelay no departamento de  Yonne construída em Arquitetura românica e danificada durante a Revolução Francesa. É Património Mundial da UNESCO desde 1979.

## História
A Basílica foi fundada como um mosteiro da antiga vila romana de Vercellus (mais tarde chamada Vézelay). A vila passou pela regência da Dinastia carolíngia e transferida para o controle de Girart de Rossilhão. Os dois conventos foram salteados pelos mouros no século VIII e o outro foi incendiado pelos Normandos. No Século IX a Abadia foi reformada sob a orientação de Badilo, que se afiliou a Abadia de Cluny. Vézelay também foi parte dos Caminhos de Santiago.
|  |  |

Em meados de 1050, os monges de Vézelay quiseram manter e guadar as relíquias de Maria Madalena trazidas da Terra Santa. Tempo depois um monge de Vézelay escobriu uma cripta sob a Basílica de Saint-Maximin-la-Sainte-Baume na Provença representando uma das passagens bíblicas em que Jesus foi ungido em Betânia (Israel) por uma mulher, que os monges acreditavam ser Maria Madalena. Os monges transferiram o relicário para Vézelay e o guadaram na Abadia, assim a Abadia de Vézelay se tornou um bom exemplo da arquitetura românica. Vézelay permaneceu como local de pergrinação por muito tempo até a Reforma Protestante, quando os Huguenotes danificaram as relíquias.
|  |  |

Para aliviar a superlotação de fiés na Abadia, uma nova igreja começou a ser erguida e dedicada em 21 de abril de 1104. Porém, a construção da nova igreja custou caríssimo para a região e os camponeses realizaram um montin e mataram o monge chefe.
Após a Revolução Francesa, Vézelay ficou a beira de um colapso. Em 1834, o recém-nomeado inspector dos monumentos históricos franceses, Prosper Mérimée anunciou uma grande restauração da Abadia que foi realizada entre 1840 e 1861. Desde 1920 ostenta o título de Basílica.